# Bonnie Aarons
Bonnie Aarons (Maryland, 1960. szeptember 9. –) amerikai színésznő.
Leginkább a Démon apáca szerepében ismert a Démonok között univerzum filmjeiből: Démonok között 2. (2016), Az apáca (2018) és Az apáca 2. (2023).
További fontosabb szerepei közé tartozik a hajléktalan a Mulholland Drive – A sötétség útja című misztikus filmben, valamint Joy von Troken bárónő a Neveletlen hercegnő és a  Neveletlen hercegnő 2. – Eljegyzés a kastélyban című filmekben.

## Pályafutása
New Yorkban járt színésziskolába, majd Európában talált munkát, ahol rövidfilmekben és reklámokban szerepelt. 
Első amerikai filmje az 1994-es Irány az éden volt, amelyben egy prostituáltat alakított. Ezt követően játszott a Roger Corman által producerként jegyzett Caged Heat 3000 című női börtönös filmben. Már korábban is feltűnt figyelemre méltó szerepekben horrorfilmekben, például az Tudom, ki ölt meg és a Pokolba taszítva című alkotásokban. Rövid, ám emlékezetes szerepet játszott David Lynch Mulholland Drive – A sötétség útja című filmjében is, egy szörnyszülött hajléktalant alakítva. Ezt a szerepet 24 évvel később újra eljátszotta a Netflix John Mulaney bemutatja: Mindenki élőben Los Angelesben című talk show-jában.
2016 óta főszereplője a Démonok között univerzumnak: elsőként a filmsorozat második részében, a Démonok között 2-ben tűnt fel, ahol Valak nevű alakváltó démont játszott, aki apáca formáját ölti magára. Csak az utóforgatások során került be a filmbe, ám karaktere a rajongók körében rendkívül népszerű lett, így hamarosan be is jelentették a spin-off filmet. Az apáca forgatása 2017 májusában kezdődött, a film premierje pedig 2018. szeptember 7-én volt. A folytatás, Az apáca 2. 2019 áprilisában került bejelentésre, és 2023. szeptember 8-án mutatták be a mozik. 2023 augusztusában beperelte a Warner Brost, a New Line Cinemát és a Scope Productions-t – a filmek forgalmazóit és gyártóit –, mivel állítása szerint nem részesült a karakterét (az Apácát) ábrázoló árucikkek értékesítéséből származó bevételekből, megszegve ezzel a szerződését.
2018-ban szerepelt az Adi Shankar's Gods and Secrets című filmben is. 2022-ben bejelentették, hogy főszerepet kapott a Camp Pleasant Lake című horrorfilmben Michael Paré és Jonathan Lipnicki oldalán.

## Filmográfia

### Film
| Év   | Magyar cím                                      | Eredeti cím                              | Szerep                | Magyar hang    |
| ---- | ----------------------------------------------- | ---------------------------------------- | --------------------- | -------------- |
| 1994 | Irány az éden                                   | Exit to Edenn                            | prostituált           |                |
| 1095 |                                                 | Caged Heat 3000                          | Mac                   |                |
| 1996 | Égiposta                                        | Dear God                                 | Jósnő                 |                |
| 1998 |                                                 | Sweet Jane                               | pincérnő              |                |
| 2001 | Mulholland Drive – A sötétség útja              | Mulholland Drive                         | Hajléktalan           |                |
| 2001 | Neveletlen hercegnő                             | The Princess Diaries                     | Joy von Troken bárónő |                |
| 2001 | A nagyon nagy Ő                                 | Shallow Hal                              | Hibbant barát         |                |
| 2003 |                                                 | Specter's Rock                           | Verna Frenz           |                |
| 2004 | Neveletlen hercegnő 2. – Eljegyzés a kastélyban | The Princess Diaries 2: Royal Engagement | Joy von Troken bárónő |                |
| 2006 | Csuklónyiszálók                                 | Wristcutters: A Love Story               | Messiásimádó          |                |
| 2007 | Tudom, ki ölt meg                               | I Know Who Killed Me                     | Fat Teena             | Ősi Ildikó     |
| 2007 |                                                 | InAlienable                              | Kék bőrű nő           |                |
| 2008 | Hell Ride – Pokoljárás                          | Hell Ride                                | Mud Devils Ref        |                |
| 2008 |                                                 | One, Two, Many                           | Lastima               |                |
| 2009 | Pokolba taszítva                                | Drag Me to Hell                          | anya                  |                |
| 2010 | Valentin nap                                    | Valentine's Day                          | furcsa nő             |                |
| 2010 |                                                 | Dahmer vs. Gacy                          | Abogados              |                |
| 2010 | A harcos                                        | The Fighter                              | Bonnie                |                |
| 2012 | Napos oldal                                     | Silver Linings Playbook                  | Rocky D'Angelo anyja  |                |
| 2015 | Véletlenből szerelem                            | Accidental Love                          | Riporter              |                |
| 2016 | Démonok között 2.                               | The Conjuring 2                          | Valak / Démon apáca   | Nem szólal meg |
| 2017 | Annabelle 2. – A teremtés                       | Annabelle: Creation                      | Valak / Démon apáca   | Nem szólal meg |
| 2018 | Az apáca                                        | The Nun                                  | Valak / Démon apáca   | Nem szólal meg |
| 2018 |                                                 | Adi Shankar's Gods and Secrets           | színésznő             |                |
| 2021 |                                                 | Jakob's Wife                             | mester                |                |
| 2023 | Az apáca 2.                                     | The Nun II                               | Valak / Démon apáca   | Nem szólal meg |
| 2023 |                                                 | The Bell Keeper                          | Jodie                 |                |
| 2024 |                                                 | Camp Pleasant Lake                       | Esmeralda             |                |
| 2024 |                                                 | Little Bites                             | nagymama              |                |

### Televízió
| Év         | Magyar cím                                             | Eredeti cím                          | Szerep         | Megjegyzések |
| ---------- | ------------------------------------------------------ | ------------------------------------ | -------------- | ------------ |
| 2019, 2021 |                                                        | The Boulet Brothers' Dragula         | önmaga         | 8 epizód     |
| 2022       |                                                        | The Boulet Brothers' Dragula: Titans | önmaga         | 2 epizód     |
| 2025       | John Mulaney bemutatja: Mindenki élőben Los Angelesben | Everybody's Live with John Mulaney   | Dumpster Thing | 6 epizód     |

## Fordítás
- Ez a szócikk részben vagy egészben  a   Bonnie Aarons című angol Wikipédia-szócikk ezen változatának fordításán alapul.  Az eredeti cikk szerkesztőit annak laptörténete sorolja fel. Ez a jelzés csupán a megfogalmazás eredetét és a szerzői jogokat jelzi, nem szolgál a cikkben szereplő információk forrásmegjelöléseként.